# Commercial Union Assurance Masters 1974 - Singolare
Il singolare del Commercial Union Assurance Masters 1974 è stato un torneo di tennis facente parte della categoria Grand Prix.
Ilie Năstase era il detentore del titolo, ma ha perso in finale 7–6, 6–2, 3–6, 3–6, 6–4 contro Guillermo Vilas.

## Tabellone

### Legenda
| - Q = Qualificato - WC = Wild card - LL = Lucky loser | - ALT = Alternate - SE = Special Exempt - PR = Protected Ranking | - w/o = Walkover - r = Ritirato - d = Squalificato |

|  | Semifinali      | Semifinali      | Semifinali      | Semifinali    | Semifinali | Semifinali | Semifinali |  |  | Finale          | Finale          | Finale | Finale | Finale | Finale | Finale |  |
|  |                 |                 |                 |               |            |            |            |  |  |                 |                 |        |        |        |        |        |  |
|  | Ilie Năstase    | Ilie Năstase    | Ilie Năstase    | Ilie Năstase  | 6          | 7          | 6          |  |  |                 |                 |        |        |        |        |        |  |
|  | John Newcombe   | John Newcombe   | John Newcombe   | John Newcombe | 3          | 6          | 2          |  |  | Ilie Năstase    | Ilie Năstase    | 6      | 2      | 6      | 6      | 4      |  |
|  | Raúl Ramírez    | Raúl Ramírez    | Raúl Ramírez    | 6             | 3          | 2          | 5          |  |  | Guillermo Vilas | Guillermo Vilas | 7      | 6      | 3      | 3      | 6      |  |
|  | Guillermo Vilas | Guillermo Vilas | Guillermo Vilas | 4             | 6          | 6          | 7          |  |  |                 |                 |        |        |        |        |        |  |

## Round robin

### Gruppo Blu
|  |                 | Borg           | Newcombe | Parun          | Vilas          | RR W–L | Set W–L | Game W–L | Posizione |
|  | Björn Borg      |                | 6–7, 6–7 | 3–6, 6–3, 10–8 | 5–7, 1–6       | 1–2    | 2–5     | 37–44    | 3         |
|  | John Newcombe   | 7–6, 7–6       |          | 6–4, 6–4       | 4–6, 6–7       | 2–1    | 4–2     | 36–33    | 2         |
|  | Onny Parun      | 6–3, 3–6, 8–10 | 4–6, 4–6 |                | 5–7, 6–3, 9–11 | 0–3    | 2–6     | 45–52    | 4         |
|  | Guillermo Vilas | 7–5, 6–1       | 6–4, 7–6 | 7–5, 3–6, 11–9 |                | 3–0    | 6–1     | 47–36    | 1         |

La classifica viene stilata in base ai seguenti criteri: 1) Numero di vittorie; 2) Numero di partite giocate; 3) Scontri diretti (in caso di due giocatori pari merito ); 4) Percentuale di set vinti o di games vinti (in caso di tre giocatori pari merito ); 5) Decisione della commissione.

### Gruppo bianco
|  |                | Năstase       | Orantes  | Ramírez       | Solomon  | RR W–L | Set W–L | Game W–L | Posizione |
|  | Ilie Năstase   |               | 6–4, 6–2 | 6–4, 2–6, 6–3 | 6–3, 6–4 | 3–0    | 6–0     | 38–26    | 1         |
|  | Manuel Orantes | 4–6, 2–6      |          | 3–6, 1–6      | 6–1, 6–1 | 1–2    | 2–4     | 22–26    | 3         |
|  | Raúl Ramírez   | 4–6, 6–2, 3–6 | 6–3, 6–1 |               | 6–1, 6–1 | 2–1    | 5–2     | 37–20    | 2         |
|  | Harold Solomon | 3–6, 4–6      | 1–6, 1–6 | 1–6, 1–6      |          | 0–3    | 0–6     | 11–36    | 4         |

La classifica viene stilata in base ai seguenti criteri: 1) Numero di vittorie; 2) Numero di partite giocate; 3) Scontri diretti (in caso di due giocatori pari merito ); 4) Percentuale di set vinti o di games vinti (in caso di tre giocatori pari merito ); 5) Decisione della commissione.